# Schoenomyza albiceps
Schoenomyza albiceps är en tvåvingeart som beskrevs av Malloch 1934. Schoenomyza albiceps ingår i släktet Schoenomyza och familjen husflugor. Inga underarter finns listade i Catalogue of Life.